# Lijst van rooms-katholieke parochies in Nederland
Deze lijst van rooms-katholieke parochies in Nederland geeft een (onvolledig) overzicht van de parochies van de Rooms-Katholieke Kerk in Nederland. Van oudsher had elke parochie één kerkgebouw, maar in Nederland zijn veel parochies gefuseerd, waardoor parochies soms over meerdere kerken beschikken. In de overgang naar een volledige fusie is er sprake van een parochieverband of -federatie. Ook zijn er parochieclusters ontstaan van min of meer zelfstandige parochies die een parochiegeestelijke (pastoor of kapelaan) delen. Vanwege deze lopende ontwikkelingen is onderstaande lijst mogelijk gedateerd.

## Aartsbisdom Utrecht
Het aartsbisdom Utrecht omvat de provincies Utrecht (behalve de gemeenten Oudewater, Vijfheerenlanden en Woerden), Gelderland (noordelijk van de Waal), Overijssel en de gemeenten Dronten en Lelystad in Flevoland. In 2007 werd besloten tot een forse reorganisatie waardoor het aantal parochies werd teruggebracht van 316 naar 49.
In januari 2017 fuseerden de parochies De Verrijzenis (Ulft e.o.) en HH. Maria en Laurentius (Doetinchem e.o.) tot één nieuwe parochie met de naam Maria Laetitia.
De voormalige parochies leven deels voort als  geloofsgemeenschappen. Het (eerst-)genoemde kerkgebouw bij een parochie is bij bisschoppelijk decreet aangewezen tot zgn. eucharistisch centrum van de parochie.
| Parochie                                                         | Plaats(en) | Kerkgebouwen |
| ---------------------------------------------------------------- | --- | --- |
| Elisaparochie                                                    | Almelo | Elisakerk (Ossenkoppelerhoek) |
| Parochie Sint-Joris                                              | Almelo | Sint-Georgiusbasiliek Sint-Jozefkerk (Sluitersveld) |
| Parochie Onze Lieve Vrouw van Amersfoort                         | Hoogland Amersfoort Hooglanderveen | Sint-Martinuskerk Sint-Ansfriduskerk (Leusderkwartier) Sint-Franciscus Xaveriuskerk (Binnenstad) Sint-Josephkerk |
| Parochie Sint-Fransciscus                                        | Apeldoorn Twello Eerbeek Epe Klarenbeek Loenen Gld. Terwolde Vaassen Voorst                                                                         | Onze Lieve Vrouwe ten Hemelopneming- of Mariakerk Sint-Martinuskerk (Duistervoorde) H. Geestkerk H. Martinuskerk O.L.V. Tenhemelopnemingkerk H. Antonius Abtkerk H. Antoniuskerk (De Vecht) Sint-Martinuskerk Sint-Martinuskerk (Bussloo) |
| Parochie Sint-Eusebius                                           | Arnhem Velp Gld | Sint-Martinuskerk Lucaskerk (Elden) Emmaüskapel (Malburgen) O.L.V. Visitatiekerk |
| HH. Martha en Maria Parochie                                     | Baarn De Bilt Bilthoven Eemnes Maartensdijk Soest Soesterberg                                                                                       | H. Nicolaaskerk Maria Koninginkerk (Eemdal) H. Michaëlkerk O.L.V. van Altijddurende Bijstandkerk H. Nicolaaskerk Sint-Maartenskerk HH. Petrus en Pauluskerk H. Familiekerk H. Carolus Borromeüskerk |
| Parochie HH. Jacobus en Johannes                                 | Borne Hertme | Sint-Stephanuskerk Theresiakerk Sint-Stephanuskerk |
| Suïtbertusparochie                                               | Culemborg Beesd Buren Geldermalsen Gellicum/ Rhenoy Maurik Rumpt Tiel Varik                                                                         | Sint-Barbarakerk H. Kruisverheffingskerk H. Gregoriuskerk H. Suïtbertuskerk O.L.V. Maria Geboortekerk O.L.V. ten Hemelopnemingkerk H. Maria Geboortekerk Sint-Dominicuskerk HH. Petrus- en Pauluskerk |
| Parochie Heilige Geest                                           | Delden Beckum Bentelo Goor Hengevelde St. Isidorushoeve                                                                                             | Heilige Blasiuskerk O.L.V. van Altijddurende Bijstand HH. Petrus en Pauluskerk HH. Petrus en Pauluskerk Sint-Isidoruskerk |
| Parochie Lumen Christi                                           | Denekamp Beuningen De Lutte Lattrop Noord Deurningen Ootmarsum Tilligte                                                                             | H. Nicolaaskerk Maria van Altijddurende Bijstandkerk H. Plechelmuskerk HH. Simon en Judaskerk H. Jozefkerk HH. Simon en Judaskerk |
| Parochie H. Lebuïnus                                             | Deventer Colmschate Lettele Schalkhaar Olst Wijhe                                                                                                   | Broederenkerk Titus Brandsmakerk H. Nicolaaskerk H. Nicolaaskerk Willibrordkerk (Boskamp) O.L.V. Onbevlekt Ontvangenkerk Willibrorduskerk (Boerhaar) |
| Parochie Heilige Gabriël                                         | Didam Beek Braamt 's-Heerenberg Kilder Lengel Stokkum Wehl Zeddam                                                                                   | O.L.V. van Altijddurende Bijstandkerk (geloofsgemeenschap Maria/ Martinus) O.L.V. Onbevlekt Ontvangenkerk (Loil) H. Antonius van Paduakerk (Nieuw-Dijk) Sint-Martinuskerk O.L.V. van Altijddurende Bijstandkerk Sint-Pancratiuskerk H. Johannes de Doperkerk Emmauskerk Sint-Suïtbertuskerk H. Martinuskerk O.L.V. van Altijddurende Bijstandskerk (Nieuw-Wehl) Sint-Oswalduskerk |
| Parochie Levend Water                                            | Doesburg Brummen Dieren Achter-Drempt Giesbeek De Steeg                                                                                             | Sint-Martinuskerk Sint-Andreaskerk Emmaüskerk Sint Willibrorduskerk Sint-Martinuskerk Maria ten Hemelopnemingkerk |
| Parochie Maria Laetitia                                          | Doetinchem Azewijn Breedenbroek Dinxperlo Etten Gaanderen Gendringen Megchelen Netterden Silvolde Terborg Ulft Varsselder- Veldhunten Varsseveld    | O.L. Vrouw ten Hemelopneming- of Paskerk H. Martinuskerk (Wijnbergen) H. Mattheüskerk H.H. Petrus en Pauluskerk Goede Herderkerk H. Martinuskerk H. Augustinuskerk H. Martinuskerk H. Walburgiskerk H. Mauritiuskerk H. Georgiuskerk H.H. Petrus en Pauluskerk H. Antonius van Paduakerk H.H. Martelaren-van-Gorcumkerk H. Laurentiuskerk                                         |
| Parochie Heilige Norbertus                                       | Dronten Biddinghuizen Lelystad Nunspeet Swifterbant                                                                                                 | H. Ludgeruskerk De Voorhof (medegebruik Bonifatiusgemeenschap) Petruskerk (Pax Christigemeenschap) Franciscuskerk De Hoeksteen (medegebruik Willibrordgemeenschap) |
| Parochie Heiligen Vier Evangelisten                              | Duiven Groessen Loo Westervoort | Heilige Remigiuskerk Sint-Andreaskerk H. Antonius Abtkerk Sint-Werenfriduskerk |
| Parochie Heilige Maria Magdalena                                 | Elst Gld Driel Herveld Heteren Randwijk Lent Oosterhout Gld Valburg Huissen Angeren Doornenburg Gendt Haalderen                                     | Sint-Werenfriduskerk H. Maria Geboortekerk Sint- Willibrorduskerk O.L.V. Onbevlekt Ontvangenkerk H. Johannes de Doperkerk (Indoornik) H. Maria Geboortekerk H. Leonarduskerk H. Jacobuskerk Onze Lieve Vrouw ten Hemelopnemingkerk H. Bavokerk Sint-Martinuskerk O.L.V. van Zeven Smartenkerk                                                                                     |
| Parochie Sint-Jacobus de Meerdere                                | Enschede | H. Jacobus de Meerderekerk (Binnenstad) Sint-Janskerk (Stadsveld) Sint-Jozefkerk (Het Zeggelt) Verrijzenis des Herenkerk (Wesselerbrink) |
| Parochie HH. Paulus en Ludger                                    | Groenlo Aalten Beltrum Bredevoort Eibergen Harreveld Lievelde Lichtenvoorde Mariënvelde Meddo Neede Rekken Rietmolen Vragender Winterswijk Zieuwent | Sint-Calixtusbasiliek Sint Helena O.L.V. Tenhemelopnemingkerk Sint-Georgiuskerk Nieuwe Mattheüskerk Sint-Agathakerk Sint-Bonifatiuskerk Christus Koningkerk O.L.V. van Lourdeskerk Johannes de Doperkerk Sint-Caeciliakerk Martelaren-van-Gorcumkerk Sint-Caeciliakerk Sint-Antonius van Paduakerk Sint-Jacobuskerk Sint-Werenfriduskerk                                          |
| Parochie H. Franciscus van Assisië                               | Haaksbergen | H. Pancratiuskerk HH. Bonifatius en Gezellenkerk Maria Praesentatiekerk (Buurse) |
| Parochie de Goede Herder                                         | Hengelo Ov. | H. Lambertusbasiliek (Binnenstad) Onze Lieve Vrouwekerk (Noord) Paus Joanneskerk (Hengelose Es) Sint Raphaëlkerk (Klein Driene) Thaborkerk (Hasseler Es) Moeder Teresakerk (Tuindorp 't Lansink) |
| Parochie Paus Johannes XXIII                                     | Houten Bunnik Cothen 't Goy Odijk Schalkwijk Werkhoven Wijk bij Duurstede                                                                           | O.L.V. ten Hemelopnemingkerk Sint-Barbarakerk Sint-Petrus en Pauluskerk O.L.V. ten Hemelopnemingkerk H. Nicolaaskerk Michaëlkerk O.L.V. ten Hemelopnemingkerk Sint-Johannes de Doperkerk |
| Parochie Sint Lucas                                              | Leusden Achterveld Barneveld Ermelo Harderwijk Hoevelaken Nijkerk Putten Voorthuizen                                                                | Sint-Jozefkerk Catharinakerk Goede Herderkerk Catharinakerk Pauluscentrum Sint-Catharinakerk H. Maria Zuiveringkerk Kerkcentrum Odulf |
| Parochie Maria Vlucht                                            | Losser Enschede Overdinkel | H. Maria Geboortekerk O.L.V. van de H. Rozenkranskerk (Glanerbrug) H. Jacobus de Meerderekerk (Lonneker) H. Gerardus Majellakerk |
| Parochie Sint Jan de Doper                                       | Mijdrecht/ Wilnis Abcoude Breukelen De Hoef Kockengen Loenen aan de Vecht Maarssen Vinkeveen                                                        | H. Johannes de Doperkerk HH. Cosmas en Damianuskerk Sint-Johannes de Doperkerk H. Antonius van Paduakerk O.L.V. Tenhemelopnemingkerk H. Ludgeruskerk Heilig Hartkerk R.K. Verrijzenisgemeenschap (Maarssenbroek) H. Hart van Jezuskerk |
| Parochie H. Plechelmus                                           | Oldenzaal Deurningen Rossum Saasveld Weerselo | H. Plechelmusbasiliek H. Antoniuskerk H. Drie-eenheidkerk Emmauskerk (De Thij) Mariakerk (Zuid-Berghuizen) H. Plechelmuskerk H. Remigiuskerk |
| Parochie Emmanuel                                                | Ommen Dalfsen Dedemsvaart Hardenberg Heino Hoonhorst Lemelerveld Lierderholthuis Slagharen Vilsteren                                                | H. Brigittakerk H. Cyriacuskerk Sint-Vituskerk Sint.-Stephanuskerk O.L.V. ten Hemelopnemingkerk H. Cyriacuskerk H. Hart van Jezuskerk H. Nicolaaskerk H. Alphons de Liguorikerk O.L.V. van Fatimakerk (De Belt) H. Willibrorduskerk |
| Parochie Heilig Kruis                                            | Raalte Broekland Haarle Heeten Holten Luttenberg Mariënheem Nieuw Heeten                                                                            | Basiliek van de H. Kruisverheffing H. Pauluskerk H. Marcellinuskerk H. Sebastianuskerk H. Maria Onbevlekt Ontvangenkerk gebouw Irene (geloofsgemeenschap H. Joseph) H. Corneliuskerk Onze Lieve Vrouwe ten Hemelopnemingkerk H. Josephkerk |
| Parochie Sint Marcellinus                                        | Rijssen Bornerbroek Enter Hellendoorn Nijverdal Vroomshoop Wierden                                                                                  | H. Dionysiuskerk Sint-Stephanuskerk H. Antonius Abt Sint-Sebastianus Sint-Antonius van Padua Sint-Willibrord Sint-Jan de Doper |
| Parochie H. Christoffel                                          | Steenwijk Kuinre Oldemarkt Steenwijkerwold Vollenhove                                                                                               | H. Clemenskerk H. Nicolaaskerk H. Willibrordkerk H. Andreaskerk H. Nicolaaskerk |
| Parochie H. Pancratius                                           | Tubbergen Albergen Fleringen Geesteren Langeveen Mariaparochie Reutum Vasse Vriezenveen                                                             | Sint-Pancratiusbasiliek H. Pancratius Onbevlekt Hart van Maria H. Pancratius O.L.V. van Altijddurende Bijstand HH. Simon en Judas HH. Joseph en Pancratius H. Antonius Abt |
| Gerardus Majellaparochie Studentenpastoraat H. Thomas van Aquino | Utrecht | Gerardus Majellakerk |
| Parochie Licht van Christus                                      | Utrecht, Vleuten-De Meern | O.L.V. ten Hemelopneming (De Meern) Sint-Willibrorduskerk (Vleuten) |
| Sint-Ludgerusparochie                                            | Utrecht | Jacobuskerk Antoniuskerk Josephkerk Dominicuskerk HH. Nicolaas en Monicakerk Rafaëlkerk Sint-Ludgerus Aanbiddingskapel (klooster Cenakel) |
| Sint-Martinusparochie                                            | Utrecht | Sint-Aloysiuskerk H. Johannes de Doper en H. Bernarduskerk Gertrudiskerk Pauluskerk Wederkomst des Herenkerk |
| Salvatorparochie                                                 | Utrecht, Centrum | Augustinuskerk Sint-Catharinakathedraal |
| Parochie Z. Titus Brandsma                                       | Wageningen Bennekom Doorwerth Ede Heelsum Lunteren Oosterbeek Renkum Rhenen Veenendaal                                                              | Heilige Johannesgeboortekerk Maria Virgo Reginakerk O.L. Vrouw van Lourdeskerk Sint-Antonius van Paduakerk Sint-Josephkerk Antonius Abtkerk Bernulphuskerk Onze Lieve Vrouw Ten Hemelopnemingkerk Gedachteniskerk (geloofsgemeenschap Sint-Cunera) Salvatorkerk (geloofsgemeenschap Sint-Willibrord)                                                                              |
| Parochie van de H. Drie-eenheid                                  | IJsselstein Benschop Lopik Harmelen Montfoort Nieuwegein                                                                                            | Sint-Nicolaasbasiliek Pauluskerk H. Victorkerk H. Jacobuskerk (Cabauw) Sint-Bavokerk H. Johannes Geboortekerk Sint-Nicolaaskerk (Jutphaas) H. Barbarakerk (Vreeswijk) Emmauskerk |
| Parochie Sint Maarten                                            | Zeist Austerlitz Doorn Driebergen Leersum Maarn Woudenberg                                                                                          | Sint-Josephkerk (Emmausgemeenschap) O.L.V. van Altijddurende Bijstand Sint-Martinuskerk Sint-Petrus' Bandenkerk De Andrieshof Theresiakerk Catharinakerk |
| Parochie O.L.V. Onbevlekt Ontvangen                              | Zenderen | O.L.V. Onbevlekt Ontvangenkerk (rectoraat Karmelieten) |
| Parochie Sint Willibrordus                                       | Zevenaar Babberich Herwen Lobith Oud-Zevenaar Pannerden Spijk                                                                                       | Sint-Andreaskerk – (geloofsgemeenschap Andreas/ Maria Koningin) Sint-Franciscuskerk Sint-Martinuskerk Onbevlekt Hart van Mariakerk Sint-Martinuskerk Gerardus Majellakerk |
| Parochie Heiligen Twaalf Apostelen                               | Zutphen Baak Borculo Hengelo Gld Joppe Keijenborg Lochem Olburgen Ruurlo Steenderen Vierakker Vorden                                                | Heilige Johannes de Doper- of Nieuwstadskerk Sint-Martinuskerk O.L.V. Tenhemelopnemingkerk Sint Willibrorduskerk Onze Lieve Vrouw Tenhemelopneming Johannes de Doperkerk H. Josephkerk Sint-Willibrorduskerk Sint Willibrorduskerk Willibrorduskerk Sint Willibrorduskerk Christus Koningkerk                                                                                     |
| Parochie Thomas a Kempis                                         | Zwolle Kampen Wijthmen Hasselt Hattem IJsselmuiden                                                                                                  | Basiliek van O.L.V. ten Hemelopneming Sint-Jozefkerk (Zuid) Onze Lieve Vrouwe ten Hemelopneming - of Buitenkerk O.L.V. van Altijddurende Bijstand H. Stephanuskerk O.L.V. ten Hemelopneming O.L.V. Onbevlekte Ontvangenis |
| Rectoraat Dominicanen                                            | Zwolle | Dominicanenkerk (Assendorp) |

## Bisdom Breda
Het bisdom Breda omvat de provincie Zeeland en het westelijke gedeelte van de provincie Noord-Brabant.
| Parochie                                             | Plaats(en) | kerkgebouwen |
| ---------------------------------------------------- | --- | --- |
| Parochie Heilige Maria Hemelvaart                    | Aardenburg | Heilige Maria Hemelvaartkerk (Aardenburg) |
| Parochie Heilige Cornelius                           | Achtmaal | Sint-Corneliuskerk |
| Parochie Heilige Willibrordus                        | Alphen | Sint-Willibrorduskerk (Alphen) |
| Parochie Onze Lieve Vrouw van Bijstand               | Baarle-Nassau | Onze Lieve Vrouw van Bijstandkerk |
| Lievevrouweparochie                                  | Bergen op Zoom | Sint-Gertrudiskerk Antonius Abtkerk Heilig Hart van Jezuskerk Goddelijke Voorzienigheidskerk (Bergen op Zoom) |
| Emmanuelparochie                                     | Biervliet | O.L.Vrouw Onbevlekt Ontvangenkerk |
| Parochie Heilig Hart van Jezus                       | Bosschenhoofd | Heilig Hart van Jezuskerk |
| Parochie Breda‑Centrum                               | Breda | Sint-Antoniuskathedraal Sint-Catharinakerk |
| Augustinusparochie                                   | Breda | Michaelkerk Sint-Willibrorduskerk (Teteringen) Sint-Franciscuskerk Bethlehemkerk Lucaskerk (Breda) Sint-Annakapel (Breda) Kapel van Gageldonk |
| Jeruzalemparochie                                    | Breda | Mariakerk (Breda) Sint-Laurentiuskerk (Ginneken) Petrus en Pauluskerk Sacramentskerk Heilige Maria Hemelvaartkerk (Bavel) Sint-Laurentiuskerk (Ulvenhout) |
| Nazarethparochie                                     | Breda | Anna-Rozenkranskerk Sint-Martinuskerk (Breda) Heilige Moeder Godskerk OLV van de Altijddurende Bijstandkerk Pastoor van Arskerk (Liesbos) |
| Parochie Heilige Antonius Abt                        | Chaam | Antonius Abtkerk |
| Parochie Dongen en Klein Dongen-Vaart                | Dongen | Hubertuskerk Sint-Laurentiuskerk |
| Parochie Onze Lieve Vrouw ten Hemelopneming          | Eede | Maria Hemelvaartkerk |
| Heilige Mariaparochie                                | Etten-Leur | Sint Lambertuskerk Sint Petruskerk |
| Parochie Sint Petrus' Banden                         | Gilze | Sint-Petrus'-Bandenkerk (Gilze) |
| Parochie Heilige Maria Magdalena                     | Goes | H. Maria Magdalenakerk |
| Parochie Sint Christoffel                            | Halsteren Lepelstraat Oud-Vossemeer Tholen | H. Quirinuskerk H. Antonius van Paduakerk H. Willibrorduskerk O.L.V. Hemelvaartkerk |
| Parochie Oost Zuid-Beveland                          | Hansweert | OLV Onbevlekt Ontvangenkerk |
| Parochie Heilige Willibrordus                        | 's-Heerenhoek | Sint-Willibrorduskerk ('s-Heerenhoek) |
| Parochie Heilige Blasius                             | Heinkenszand | Sint-Blasiuskerk (Heinkenszand) |
| Parochie Sint Jan de Doper                           | Hoeven | Jan de Doperkerk |
| Parochie De Bron                                     | Hoogerheide | O.L. Vrouw Hemelvaartkerk |
| Parochie Heilige Maria Sterre der Zee                | Hulst Kloosterzande/Ossenisse Lamswaarde Terhole Boschkapelle Stoppeldijk Hengstdijk Sint Jansteen Heikant Koewacht Clinge Nieuw-Namen Graauw | Sint-Willibrordusbasiliek Sint-Martinuskerk (Kloosterzande) Sint-Corneliuskerk (Lamswaarde) Gerardus Majellakerk (Terhole) Petrus en Pauluskerk (Boschkapelle) Sint-Gerulphuskerk Stoppeldijk Sint-Catharinakerk (Hengstdijk) Johannes de Doperkerk (Sint Jansteen) Teresiakerk (Heikant) Philippus en Jacobuskerk (Koewacht) Sint-Henricuskerk (Clinge) Sint-Josephkerk (Nieuw-Namen) Maria Hemelvaartkerk (Graauw) |
| Parochie Heilige Bonifacius                          | Kwadendamme | Sint-Bonifatiuskerk (Kwadendamme) |
| Parochie Heilige Eligius                             | Lewedorp | Sint-Eligiuskerk |
| Vijf Heiligen Parochie                               | Made Hooge Zwaluwe Terheijden Wagenberg | Sint-Bernarduskerk Heilige Blasiuskerk Sint-Willibrorduskerk (Hooge Zwaluwe) Sint-Antonius Abtkerk (Terheijden) Sint-Gummaruskerk (Wagenberg) |
| Heilige Maria Parochie Walcheren                     | Middelburg Vlissingen | Heilige Petrus en Pauluskerk (Middelburg) OLV van de Rozenkrans en Jacobskerk |
| Heilige Antoniusparochie                             | Oostburg | Eligiuskerk |
| Parochie Heilige Catharina van Alexandrië            | Oosterhout Den Hout Dorst Oosteind | Sint-Jansbasiliek (Oosterhout) Sint-Antoniuskerk (Oosterhout) Mariakerk (Oosterhout) Verrijzeniskerk Corneliuskerk Sint-Marculphuskerk Johannes de Doperkerk (Oosteind) |
| Parochie Onze Lieve Vrouw Hemelvaart                 | Ovezande | OLV Hemelvaartkerk |
| Parochie Heilige Paulus                              | Oudenbosch | Pauluskerk |
| Parochie Heiligen Agatha en Barbara                  | Oudenbosch | Basiliek van de H.H. Agatha en Barbara |
| Parochie Heilige Laurentius                          | Oud Gastel | Sint-Laurentiuskerk |
| Parochie Heilige Antonius Abt                        | Riel | Antonius Abtkerk |
| Parochie Heilige Geest                               | Rijen Hulten Molenschot | Maria Magdalenakerk Gerardus Majellakerk Sint-Annakapel |
| Parochie Heilige Bavo                                | Rijsbergen | Sint-Bavokerk |
| Parochie van Onze Lieve Vrouw                        | Roosendaal | Sint-Janskerk (Roosendaal) OLV van Altijddurende Bijstandkerk |
| Emmaüsparochie                                       | Roosendaal | Sint-Josephkerk (Roosendaal) |
| Parochie De Ark                                      | Roosendaal | Goede Herderkerk Maria Hemelvaartkerk Moeder Godskerk (Roosendaal) Sint-Franciscuskerk |
| Parochie Heilige Martinus                            | Rucphen | |
| Parochie Heilige Martinus                            | Schijf | |
| Parochie Heilige Johannes de Doper                   | Sluis | |
| Elisabeth-parochie                                   | Sluiskil | |
| Parochie Heilige Johannes de Doper                   | Sprundel | |
| Parochie Heiligen Martelaren van Gorcum              | Stampersgat | |
| Parochie Heilige Johannes de Doper                   | Standdaarbuiten | |
| Parochie Sint Anna                                   | Steenbergen | Sint-Gummaruskerk Sint-Corneliuskerk (Steenbergen) Vredeskerk (Steenbergen) Johannes de Doperkerk (Nieuw-Vossemeer) O.L. Vrouw ten Hemelopnemingkerk (De Heen) Sint-Georgiuskerk (Kruisland) Sint-Petrus en Pauluskerk (Dinteloord) |
| Parochie Heilige Willibrordus                        | St. Willebrord | Sint-Willibrorduskerk |
| Parochie Heilige Bernardus                           | Ulicoten | |
| Parochie Onze Lieve Vrouw van Altijddurende Bijstand | Wernhout | |
| Parochie Sint Elisabeth                              | Woudrichem Dussen Geertruidenberg Hank Raamsdonk Raamsdonksveer Sleeuwijk                                                                     | Heilige Joannes Nepomucenuskerk Maria Geboortekerk Gertrudiskerk OLV Onbevlekt Ontvangenkerk Sint-Bavokerk (Raamsdonk) Maria Tenhemelopnemingkerk Sint-Joseph Werkmankerk |
| Parochie Onze Lieve Vrouw in het Woud                | Wouw | Sint-Lambertuskerk (Wouw) |
| Immanuëlparochie                                     | Zevenbergen Dinteloord Fijnaart Willemstad Klundert Noordhoek Zevenbergschen Hoek Langeweg                                                    | Sint-Bartholomeuskerk Sint-Petrus en Pauluskerk Jacobus de Meerderekerk Heilige Maagd Mariakerk Johannes de Doperkerk Sint-Josephkerk Sint-Bartholomeuskerk Heilig Hart van Jezuskerk |
| Parochie Heilige Maria Boodschap                     | Zegge | Heilige Maria Boodschapkerk |
| Parochie Heilige Willibrordus                        | Zierikzee | Willibrorduskerk |
| Parochie Heilige Willibrordus                        | Zundert | |
| Parochie Heilige Trudo                               | Zundert | Sint-Trudokerk (Zundert) |

## Bisdom Groningen-Leeuwarden
Het bisdom Groningen-Leeuwarden omvat de provincies Groningen, Friesland, Drenthe en de gemeenten Noordoostpolder en Urk in Flevoland. Het bisdom heeft in 2011 plannen gepubliceerd waarbij het aantal parochies door fusies aanzienlijk zal verminderen. De bestaande 80 parochies zullen worden vervangen door 19 nieuwe parochies. De eerstgenoemde plaatsnaam bij een fusieparochie is bij bisschoppelijk decreet aangewezen tot de vestigingsplaats hiervan.
| Parochie                                                    | Plaats(en)                                                                     | Kerkgebouwen |
| ----------------------------------------------------------- | ------------------------------------------------------------------------------ | --- |
| Sint-Clemensparochie                                        | Ameland                                                                        | Sint-Clemenskerk |
| Parochie Heilige Franciscus van Assisi                      | Assen Roden Zuidlaren                                                          | Onze-Lieve-Vrouw-ten-Hemelopnemingkerk Triniteitskerk Maria-ten-Hemel-Opgenomenkerk                                                                                            |
| Sint-Martinusparochie                                       | Bergum                                                                         | |
| Zalige Titus Brandsmaparochie                               | Bolsward Makkum Witmarsum Workum                                               | Sint-Franciscusbasiliek Doopsgezinde kerk (tijdelijk medegebruik) H. Nicolaas van Tolentijnkerk H. Werenfriduskerk                                                             |
| Heilige Willibrordusparochie                                | Coevorden                                                                      | Sint-Willibrorduskerk |
| Parochie Heilige Martinus en Heilige Bonifatius en Gezellen | Dokkum                                                                         | Sint-Bonifatiuskerk |
| Parochie H. Clara van Assisi                                | Drachten Gorredijk Oosterwolde Zorgvlied                                       | Goddelijke Verlosserkerk Sint-Pauluskerk Adventskerk (geloofsgemeenschap De Heer die wederkomt) Sint-Andreaskerk                                                               |
| Emmaüsparochie                                              | Emmeloord Ens Kraggenburg Luttelgeest Marknesse Rutten Tollebeek               | H. Michaelkerk Onze-Lieve-Vrouwe-van-Altijddurende-Bijstandkerk H. Johannes-de-Doperkerk H. Josephkerk Onze-Lieve-Vrouwe-Sterre-der-Zeekerk Sint-Servatiuskerk H. Hubertuskerk |
| De Goede Herderparochie                                     | Emmen                                                                          | Pauluskerk (Emmen) Franciscus van Assisiëkerk (Emmerschans) Gerardus Majellakerk (Barger-Oosterveld) Onze-Lieve-Vrouw Onbevlekt Ontvangenkerk (Erica)                          |
| Parochie Maria, Hertogin van Drenthe                        | Emmer-Compascuum Barger-Compascuum Klazienaveen Zwartemeer                     | Sint-Willehaduskerk (Munsterscheveld) Sint-Josephkerk Sint-Henricuskerk H. Antonius van Paduakerk                                                                              |
| Sint Martinusparochie                                       | Groningen                                                                      | Sint-Jozefkathedraal Sint-Franciscuskerk (Oosterparkwijk) |
| H. Hildegard van Bingenparochie                             | Groningen Haren Zuidhorn                                                       | San Salvatorkerk (Helpman) Emmaüskerk (Lewenborg) Heilige Nicolaaskerk Sint-Jozefkerk                                                                                          |
| Studentenparochie Heilige Augustinus                        | Groningen                                                                      | Sint-Jozefkathedraal |
| Parochie Heilige Jacobus de Meerdere                        | Harlingen Dronrijp Franeker Midsland (Terschelling) Sint Annaparochie Vlieland | H. Michaëlkerk Maria Geboortekerk H. Franciscus van Assisiëkerk Sint-Petrus-de-Visserkerk Verrijzenis des Herenkerk Nicolaaskerk (medegebruik)                                 |
| HH. Petrus en Paulusparochie                                | Heerenveen Frederiksoord Steggerda Wolvega                                     | Heilige Geestkerk Heilige Johannes Apostel en Evangelistkerk Sint-Fredericuskerk Sint-Franciscuskerk                                                                           |
| Sint-Vitusparochie                                          | Leeuwarden Irnsum Wijtgaard Warga                                              | Sint-Bonifatiuskerk, Sint-Dominicuskerk Dagkapel van Sint-Marcuskerk Maria ten Hemelopneming Sint-Martinuskerk                                                                 |
| Parochie Heilige Drie-eenheid                               | Meppel Beilen Hoogeveen                                                        | Sint-Stephanuskerk Sint-Willibrordkerk Onze-Lieve-Vrouw-Visitatiekerk |
| Heilige Bonifatius                                          | Nieuw-Schoonebeek                                                              | Sint-Bonifatiuskerk |
| Heilige Norbertusparochie                                   | Sappemeer Nieuwe Pekela Oude Pekela Veendam Winschoten                         | Sint-Willibrorduskerk H. Bonifatiuskerk Sint-Willibrorduskerk Maria ten Hemelopnemingkerk Sint-Vituskerk                                                                       |
| Sint-Egbertparochie                                         | Schiermonnikoog                                                                | Sint-Egbertuskapel |
| Heilige Nicolaasparochie                                    | Schoonebeek                                                                    | |
| Heilige Christoffelparochie                                 | Sint Nicolaasga Bakhuizen Balk Joure Lemmer Sloten Woudsend                    | Sint-Nicolaaskerk Sint-Odulphuskerk Sint-Ludgeruskerk Sint Mattheüskerk Sint-Willibrorduskerk Sint-Fredricuskerk Sint-Michaelkerk                                              |
| Heilige Antonius van Paduaparochie                          | Sneek Blauwhuis Heeg Roodhuis                                                  | Sint-Martinuskerk Sint-Vituskerk Sint-Jozefkerk Sint-Martinuskerk |
| Parochie Heilig Kruis                                       | Stadskanaal Mussel Musselkanaal Ter Apel Zandberg                              | Maria-ten-Hemelopnemingkerk Onze-Lieve-Vrouw-van-Lourdeskerk (Kopstukken) H. Antonius-van-Paduakerk H. Willibrorduskerk H. Josephkerk                                          |
| Heilige Franciscus van Assisiëparochie                      | Steenwijksmoer                                                                 | Sint-Franciscuskerk |
| Heilige Liudgerparochie                                     | Uithuizen Bedum Delfzijl Kloosterburen Wehe-Den Hoorn                          | H. Jacobus-de-Meerderekerk Maria-ten-Hemelopnemingkerk Sint-Jozefkerk Sint-Willibrorduskerk Sint-Bonifatiuskerk                                                                |
| Parochie Maria Koningin van Vrede                           | Weiteveen                                                                      | Maria Koningin van de Vredekerk |

## Bisdom Haarlem-Amsterdam
Het bisdom Haarlem-Amsterdam omvat de provincie Noord-Holland; de gemeenten Almere en Zeewolde in Flevoland.
| Parochie | Plaats(en)                                                       | kerkgebouwen |
| --- | ---------------------------------------------------------------- | --- |
| Antonius & Paulusparochie | Aerdenhout                                                       | Sint-Antonius van Paduakerk |
| Sint-Dominicusparochie | Alkmaar Zuidschermer                                             | Sint Laurentiuskerk Pius X kerk (De Hoef) Kerkcentrum De Blije Mare (medegebruik) (De Mare) Sint-Michaëlkerk |
| R.K. Parochie Zuidelijk Flevoland | Almere Zeewolde                                                  | Sint-Bonifatiuskerk Kerkcentrum 'Open Haven' |
| Parochie H. Maria | Amstelveen Amsterdam-Zuid Ouderkerk aan de Amstel                | Titus Brandsmakerk Sint Urbanuskerk (Bovenkerk) Augustinuskerk (Buitenveldert) Goede Herderkerk (Buitenveldert) Sint Urbanuskerk |
| Sint-Nicolaasparochie | Amsterdam, stadsdeel Centrum                                     | Co-kathedrale basiliek van de Heilige Nicolaas H. Jozefkerk of De Papegaai Sint Franciscus Xaveriuskerk of De Krijtberg (rectoraat Jezuïeten) HH. Johannes en Ursula- of Begijnhofkapel (rectoraat Sacramentijnen) Onze-Lieve-Vrouwekerk (rectoraat Opus Dei) H. Antonius van Padua- of Mozes en Aäronkerk (rectoraat Sant'Egidio) |
| Parochie De Vier Evangelisten H. Pancratiusparochie Parochie Het Nieuwe Verbond H. Marcusparochie                                                       | Amsterdam, stadsdeel Nieuw-West                                  | Sint Lucaskerk (Osdorp) Sint Pauluskerk (Osdorp) Sint Pancratiuskerk (Sloten) O.L.V. van Lourdeskerk of Het Nieuwe Verbond (Slotermeer) Verrijzeniskerk (Slotervaart) |
| Parochie H. Augustinus | Amsterdam, stadsdeel Noord                                       | Sint Stephanuskerk (Buiksloot) |
| Parochie HH. Martelaren van Gorcum Parochie HH. Anna, Bonifatius en Gerardus Majella Engelstalige parochie 'Parish of the Blessed Trinity'              | Amsterdam, stadsdeel Oost                                        | Martelaren-van-Gorcum- of Hofkerk (Watergraafsmeer) Christus Koningkerk (aan de eredienst onttrokken votiefkerk) Anna-Bonifatiuskerk of De Kleine Bon (Oosterparkbuurt) Gerardus Majellakerk (Indische Buurt) De Binnenwaal (IJburg) Heilige Familiekerk (Watergraafsmeer)                                                         |
| Parochie Emmaüs | Amsterdam, stadsdeel West                                        | H. Franciscus van Assisië- of Boomkerk (Bos en Lommer) Sint-Augustinuskerk (de Baarsjes) Vincentius a Paolokerk (Oud-West) |
| Parochie Sint Agnes Parochie OLV van de Allerheiligste Rozenkrans Parochie OLV Koningin van de Vrede Parochie St. Thomas van Aquino                     | Amsterdam, stadsdeel Zuid (Buitenveldert zie Amstelveen)         | Sint-Agneskerk (Oud-Zuid, rectoraat Priesterbroederschap van Sint-Pieter) O.L.V. van de Allerheiligste Rozenkrans- of Obrechtkerk (Oud-Zuid) O.L.V. Koningin van de Vrede- of Vredeskerk (De Pijp) Plein van Siena (Rivierenbuurt)                                                                                                 |
| Parochie de Graankorrel | Amsterdam Zuidoost                                               | De Nieuwe Stad (Bijlmermeer) De Drie Stromen (Gaasperdam) |
| Parochie OLV Praesentatie | Anna Paulowna                                                    | OLV Praesentatiekerk |
| Sint Odulphusparochie | Assendelft                                                       | Sint Odulphuskerk |
| Parochie Petrus en Paulus/ H. Benedictus | Bergen NH                                                        | HH. Petrus en Pauluskerk |
| Parochie Sint Eloy | Beverwijk Wijk aan Zee                                           | St. Agathakerk Regina Caelikerk H. Odulphuskerk |
| Sint Vitusparochie | Blaricum                                                         | Sint Vituskerk |
| Sint-Martinusparochie | Bovenkarspel                                                     | Sint-Martinuskerk |
| Parochie Sint-Jan de Evangelist | Breezand                                                         | Sint-Jan de Evangelistkerk |
| Parochie OLV Geboorte | Burgerbrug                                                       | OLV Geboortekerk |
| Parochie van de Heilige Drie-eenheid | Bussum Naarden                                                   | Maria- of Koepelkerk Sint Vituskerk |
| Parochie De Goede Herder | Castricum                                                        | Sint Pancratiuskerk Maria ten Hemelopnemingkerk (Bakkum) |
| Parochie Maria, Moeder van God | De Rijp Landsmeer Oosthuizen Purmerend Schermerhorn Westbeemster | Sint-Bonifatiuskerk De Schaapskooi Sint-Franciscus van Assisiëkerk Sint-Nicolaaskerk Onze Lieve Vrouw Geboortekerk H. Joannes de Doperkerk |
| Parochie Texel | Den Burg De Cocksdorp Oudeschild                                 | H. Johannes de Doperkerk Francisca Romanakerk Sint-Martinuskerk |
| Parochie H. Maria Sterre der Zee | Den Helder Julianadorp                                           | HH. Petrus en Pauluskerk H. Willibrordkerk |
| Parochie Onze Lieve Vrouw van de Heilige Rozenkrans | De Goorn                                                         | O.L.V. van de Heilige Rozenkranskerk |
| Parochie Sint-Lambertus | De Weere                                                         | Sint-Lambertuskerk |
| Parochie Sint Petrus' Banden | Diemen                                                           | Sint Petrus' Bandenkerk |
| Sint-Engelmundusparochie | Driehuis                                                         | Sint-Engelmunduskerk |
| Sint Urbanusparochie | Duivendrecht                                                     | Sint Urbanuskerk |
| Parochie Sint Franciscus Xaverius | Enkhuizen                                                        | kerkgebouw Sint-Franciscus-Xaverius |
| St. Johannes de Doperparochie | Grootebroek                                                      | Johannes de Doperkerk |
| Parochie H.H. Antonius en Bavo Parochiefederatie Haarlem Centrum/ Oost H. Adelbertusparochie Parochiegemeenschap Schoten Parochiegemeenschap Schalkwijk | Haarlem                                                          | Kathedrale Basiliek St. Bavo H. Antonius van Padua- of Groenmarktkerk H. Josephkerk H. Pastoor van Arskerk H. Adelbertuskerk Mariakerk (Schoten) Moeder-van-de-Verlosserkerk (Schalkwijk) |
| Parochie H. Jacobus de Meerdere | Haarlemmerliede                                                  | St. Jacobus de Meerderekerk |
| Parochie Onze Lieve Vrouw Geboorte | Halfweg                                                          | Onze Lieve Vrouw Geboortekerk |
| Parochie H. Laurentius- H. Maria | Heemskerk                                                        | Sint Laurentiuskerk Mariakerk |
| Parochie H. Bavo | Heemstede                                                        | Sint Bavokerk |
| Parochie H. Dionysius Parochie Heilig Hart van Jezus H. Familieparochie                                                                                 | Heerhugowaard                                                    | Sint Dionysiuskerk H. Hart van Jezuskerk (De Noord) Heilige Familiekerk ('t Kruis) |
| Parochie Bron van Levend Water | Heiloo Akersloot Egmond aan den Hoef                             | Sint-Willibrorduskerk Sint-Jacobuskerk H. Maria Alacoquekerk |
| Rectoraat Onze Lieve Vrouw ter Nood | Heiloo                                                           | Bedevaartskapel (Kapel) |
| Parochie HH. Vitus en Willibrord OLV Verrijzenisparochie Parochie H. Hart- H. Joseph                                                                    | Hilversum                                                        | Sint Vituskerk OLV Onbevlekt Ontvangenkerk Heilig Hartkerk |
| Parochie Emmaus-Paulus | Hilversum Loosdrecht                                             | Kerkcentrum de Waaier (Kerkelanden) Pauluskapel (Nieuw-Loosdrecht) |
| H. Hippolytusparochie | Hippolytushoef                                                   | H. Hippolytuskerk |
| Parochie H. Laurentius | Hoogkarspel                                                      | Sint-Laurentiuskerk |
| Parochie H. Matteüs | Hoorn NH Oosterblokker Westwoud Zwaag                            | Sint Cyriacus en Franciscuskerk OLV Visitatiekerk H. Martinuskerk |
| Parochie Huizen/ Bijvanck | Huizen                                                           | Vituskerk (Westereng) Thomaskerk (Huizermaat) |
| Parochie H. Martelaren van Gorcum | Koog aan de Zaan                                                 | Heilige-Martelaren-van-Gorcumkerk |
| KAN-parochie | Kortenhoef Ankeveen Nederhorst den Berg                          | Antonius van Paduakerk Martinuskerk OLV Hemelvaartkerk |
| Sint Petrusparochie | Krommenie                                                        | Sint Petruskerk |
| Parochie Sint Jan | Laren NH                                                         | Basiliek van de H. Johannes de Doper |
| H. Corneliusparochie | Limmen                                                           | H. Corneliuskerk |
| H. Nicolaas | Lutjebroek                                                       | Sint-Nicolaaskerk |
| H. Martinusparochie | Medemblik                                                        | Sint-Martinuskerk |
| Parochie Wieringermeer | Middenmeer Wieringerwerf                                         | Maria Sterre der Zeekerk Christus Koningkerk |
| Parochie H. Franciscus | Monnickendam Edam Ilpendam                                       | H.H. Nicolaas en Antoniuskerk H. Nicolaaskerk H. Sebastianuskerk |
| Sint-Urbanusparochie | Nes aan de Amstel                                                | Sint-Urbanuskerk |
| Parochie Emmaüs | Nibbixwoud Wognum                                                | Sint-Cunerakerk H. Hiëronymuskerk |
| Parochie OLV Onbevlekt Ontvangen | Nieuwe Niedorp                                                   | Maria Onbevlekt Ontvangen- of Kloosterkerk |
| Parochie Sint Jan de Doper | Noord-Scharwoude                                                 | Sint Jan de Doperkerk Kapel Maria van Kevelaer |
| Sint Victorparochie | Obdam Hensbroek                                                  | Sint Victorkerk Marcuskapel |
| | (Ouderkerk aan de Amstel zie Amstelveen)                         | |
| Onze-Lieve-Vrouw Onbevlekt Ontvangenparochie | Overveen                                                         | Onze-Lieve-Vrouw Onbevlekt Ontvangenkerk |
| Sint Laurentiusparochie | Oudorp                                                           | Laurentiuskerk |
| St. Christoforusparochie | Schagen                                                          | St. Christoforuskerk |
| Parochie H. Joannes de Doper | Schoorl                                                          | H. Joannes de Doperkerk (Catrijp) |
| Parochie Sint Adalbertus | Spaarndam                                                        | Sint-Adalbertuskerk (Spaarndam-Oost) |
| H. Bonifatiusparochie | Spanbroek                                                        | Bonifatiuskerk |
| Parochie H. Jacobus de Meerdere | Tuitjenhorn                                                      | H. Jacobus de Meerderekerk |
| Parochie OLV Geboorte | Uitgeest                                                         | Onze Lieve Vrouw Geboortekerk |
| H. Bavoparochie | Ursem                                                            | Sint-Bavokerk |
| H. Martinusparochie | 't Veld                                                          | Sint-Martinuskerk |
| Sint Jozefparochie | Velsen-Noord                                                     | Sint-Jozefkerk |
| Parochie Sint Lucas | Venhuizen Hem                                                    | Lucaskerk Theresiakapel |
| Parochie Onze Lieve Vrouw Tenhemelopneming | Vogelenzang                                                      | Onze Lieve Vrouw ten Hemelopnemingkerk |
| Parochie HH. Maria en Vincentius | Volendam                                                         | Sint Vincentiuskerk O.L.V. Sterre der Zee- of Mariakerk |
| H. Wulframparochie | Waarland                                                         | H. Wulframkerk |
| Parochie HH. Ursula en Gezellinnen | Warmenhuizen                                                     | HH. Ursula en Gezellinnenkerk |
| Parochie van Levend Water | Weesp Muiden                                                     | HH. Laurentius en Maria Magdalenakerk H. Nicolaaskerk |
| Sint Werenfridusparochie Gerardus Majellaparochie | Wervershoof                                                      | Sint Werenfriduskerk Gerardus Majellakerk (Onderdijk) |
| Parochie Maria Magdalena | Wormer                                                           | Maria Magdalenakerk |
| Parochie OLV Geboorte | Wormerveer                                                       | OLV Geboortekerk |
| Sint Bonifatiusparochie Sint Jozefparochie Parochie Maria Magdalena                                                                                     | Zaandam                                                          | Sint Bonifatiuskerk Sint Jozefkerk (Kogerveld) Maria Magdalenakerk ('t Kalf) |
| Parochie OLV Visitatie | 't Zand NH                                                       | OLV Visitatiekerk |
| Parochie O.L.V. van Lourdes | Zuidermeer                                                       | Onze-Lieve-Vrouw van Lourdeskerk |

## Bisdom 's-Hertogenbosch
Het bisdom 's-Hertogenbosch omvat het oostelijke gedeelte van de provincie Noord-Brabant en het deel van Gelderland ten zuiden van rivier de Waal.
| Parochie                                                                                                 | Plaats(en)                                                                                              | kerkgebouwen |
| --- | --- | --- |
| Parochie Heilige Franciscus                                                                              | Asten Heusden gem. Asten Lierop Ommel Someren Someren-Heide                                             | Heilige Maria Presentatiekerk H. Antonius van Paduakerk Heilige Naam Jezuskerk Onze-Lieve-Vrouw-Presentatiekerk Sint-Lambertuskerk Sint-Jozefkerk |
| Parochie Z. Pater Eustachius van Lieshout                                                                | Beek en Donk Aarle-Rixtel Lieshout Mariahout                                                            | H. Michaelkerk O.L.V. Presentatiekerk Sint-Servatiuskerk O.L.V. van Lourdeskerk |
| Parochie Sint-Christoffel                                                                                | Beneden-Leeuwen Alphen aan de Maas Altforst Appeltern Boven-Leeuwen Dreumel Wamel                       | H. Alphonsus de Liguorikerk H. Lambertuskerk H. Donatuskerk H. Servatiuskerk H. Willibrorduskerk H. Barbarakerk HH. Victor en Gezellenkerk |
| Parochie H. Bernardus van Clairvaux                                                                      | Bergeijk Luyksgestel Riethoven Westerhoven                                                              | Sint-Petrus' Banden- of Hofkerk Sint-Petrus' Bandenkerk (Loo) Sint-Gerardus Majellakerk (Weebosch) Sint-Martinuskerk Sint-Willibrorduskerk Sint-Servatiuskerk |
| Johannes XXIII Parochie                                                                                  | Berkel-Enschot Biezenmortel Udenhout                                                                    | Sint-Willibrorduskerk Sint-Caeciliakerk Sint-Josephkerk Sint-Lambertuskerk |
| Parochie H. Augustinus                                                                                   | Berlicum-Middelrode Dinther Heeswijk Loosbroek                                                          | Allerheiligst Sacramentskerk Sint-Servatiuskerk Sint-Willibrorduskerk Sint-Antonius van Paduakerk |
| Parochie H. Johannes XXIII                                                                               | Beuningen Gld Ewijk Weurt Winssen                                                                       | H. Corneliuskerk H. Johannes de Doperkerk Sint-Andreaskerk H. Antonius van Paduakerk |
| Parochie Heilige Apostelen Petrus en Paulus                                                              | Bladel Casteren Hapert Hoogeloon Netersel                                                               | Sint-Petrus'-Bandenkerk Sint-Willibrordkerk Sint-Severinuskerk Sint-Pancratiuskerk Sint-Antonius-van-Padua-en-Brigidakerk |
| Parochie Heilige Antonius Abt                                                                            | Bokhoven                                                                                                | Antonius Abtkerk |
| Onze Lieve Vrouweparochie                                                                                | Boxmeer Sambeek Vortum-Mullem                                                                           | Sint-Petrusbasiliek Sint-Jan de Doperkerk Sint-Corneliuskerk |
| Parochie Heilig Hart                                                                                     | Boxtel Esch Lennisheuvel Liempde                                                                        | Sint-Petrusbasiliek Sint-Willibrorduskerk Sint-Theresiakerk Sint-Jans' Onthoofdingkerk |
| Parochie H. Cornelius                                                                                    | Budel Budel-Schoot Maarheeze Soerendonk                                                                 | Onze-Lieve-Vrouw Visitatiekerk Onze-Lieve-Vrouw Visitatie- of H. Antonius van Paduakerk Sint-Gertrudiskerk Sint-Johannes Onthoofdingkerk |
| Parochie Heilige Martinus                                                                                | Cuijk Beers Katwijk Linden Sint-Agatha                                                                  | Sint-Martinuskerk Sint-Lambertuskerk H. Martinuskerk Sint-Lambertuskerk H. Agathakerk |
| Parochie van de H. Willibrord                                                                            | Deurne Helenaveen Liessel Neerkant Vlierden                                                             | Sint-Willibrorduskerk Sint-Jozefkerk (Sint-Jozefparochie) Sint-Willibrorduskapel Sint-Willibrorduskerk |
| Parochie Wonderbare Moeder                                                                               | Drunen Elshout Herpt Heusden                                                                            | Sint-Lambertuskerk Sint-Jan Evangelistkerk H. Catharina van Alexandriëkerk Sint Catharinakerk |
| Parochie Heilige Franciscus en Heilige Clara                                                             | Druten Afferden Deest Horssen Puiflijk                                                                  | H.H. Ewaldenkerk H. Victor en Gezellenkerk (verkocht in 2017) O.L. Vrouw Onbevlekt Ontvangenkerk H. Antonius Abtkerk H. Johannes de Doperkerk |
| Parochie Sint Willibrordus                                                                               | Eersel Duizel Knegsel Steensel Vessem Wintelre                                                          | H. Willibrorduskerk H. Johannes Geboortekerk HH. Monulphus en Gondulphuskerk H. Luciakerk H. Lambertuskerk H. Willibrorduskerk |
| Parochie Sint Joris                                                                                      | Eindhoven                                                                                               | Sint Joriskerk (Stratum) H. Pius X Kerk (Stratum) Sint Catharinakerk (Binnenstad) Sint Lambertuskerk (Gestel) H. Hartenkerk (Gestel) Sint Trudokerk (Strijp) Sint Martinuskerk (Tongelre) |
| Parochie Sint Petrus' Stoel                                                                              | Eindhoven (Woensel)                                                                                     | Sint Petruskerk (Kronehoef) Sint Antonius Abt (Acht) Matteuskerk (Dommelbeemd) Pauluskerk (Groenewoud) Thomaskerk (Oude Gracht) |
| Parochie Sint Lambertus                                                                                  | Engelen                                                                                                 | Sint-Lambertuskerk |
| Parochie H. Nicasius                                                                                     | Geldrop Heeze Leende Mierlo Sterksel                                                                    | Sint-Brigidakerk H.H. Maria- en Brigidakerk (Hoog Geldrop) Sint-Martinuskerk Sint-Petrus'-Bandenkerk Heilige Luciakerk Sint-Catharina van Alexandriëkerk |
| Parochie Heilige Willibrordus                                                                            | Gemert Bakel De Mortel De Rips Elsendorp Handel Milheeze                                                | Sint-Jans Onthoofdingkerk Sint-Willibrorduskerk H. Antonius Abtkerk H. Margaretha Maria Alacoquekerk Sint-Christoffelkerk O.L.V. ten Hemelopnemingkerk Sint-Willibrorduskerk |
| Parochie H. Elisabeth                                                                                    | Grave Escharen Gassel Velp NB                                                                           | Sint-Elisabethkerk Sint-Lambertuskerk Sint-Jan de Doperkerk HH. Vincentius en Antonius van Paduakerk |
| Parochie H.H. Cosmas en Damianus                                                                         | Groesbeek                                                                                               | H.H. Cosmas-en-Damianuskerk Sint-Antonius-Abtkerk (Breedeweg) Goddelijk-Hart-van-Jezuskerk (De Horst) |
| Parochie De Goede Herder                                                                                 | Heesch Geffen Nistelrode Nuland Vinkel Vorstenbosch                                                     | Petrus-Emmauskerk Maria Magdalenakerk Sint-Lambertuskerk H. Johannes' Onthoofdingkerk O.L.V. van de Rozenkranskerk Sint-Lambertuskerk |
| Parochie H. Lambertus                                                                                    | Helmond                                                                                                 | Sint-Jozefkerk (Heipoort) H. Lambertuskerk (Centrum) H. Pauluskerk (Noord) H. Edith Steinkerk (Rijpelberg) |
| Parochie van de H. Damiaan de Veuster                                                                    | Helmond Stiphout                                                                                        | Sint-Luciakerk (Mierlo-Hout) Goddelijke Voorzienigheidskerk (West) Sint-Trudokerk |
| Parochie van de H. Johannes Evangelist                                                                   | 's-Hertogenbosch                                                                                        | Kathedrale basiliek van Sint-Jan Evangelist |
| Parochie H. Maria                                                                                        | 's-Hertogenbosch Rosmalen                                                                               | H. Annakerk (Hintham) H. Annakerk (West) Sint-Catharinakerk (Binnenstad) H. Lucaskerk (Zuid) H. Sacramentskerk (De Vliert) H. Willibrordkerk (Maaspoort) H. Landelinuskerk (Empel) Sint-Lambertuskerk H. Laurentiuskerk (Molenhoek)                                                              |
| Parochie H. Norbertus                                                                                    | Hilvarenbeek Diessen                                                                                    | Sint-Petrus'-Bandenkerk Sint-Willibrorduskerk |
| Parochie H. Willibrord                                                                                   | Kaatsheuvel Loon op Zand De Moer                                                                        | Sint-Janskerk HH. Martelaren van Gorkumkerk (Berndijk) Sint-Jan Onthoofdingkerk Sint-Joachimkerk |
| Parochie Heilige Franciscus                                                                              | Kerkdriel Alem Ammerzoden Hedel Kerkdriel Rossum Velddriel Zaltbommel                                   | Sint-Martinuskerk Sint-Hubertuskerk Sint-Willibrorduskerk Sint-Martinuskerk H.H. Martinus en Barbarakerk Sint-Martinuskerk |
| Parochie De Goede Herder                                                                                 | Mill Haps Langenboom Sint Hubert Wilbertoord                                                            | H. Willibrorduskerk H. Nicolaaskerk H. Familiekerk H.H. Hubertus en Barbarakerk Sint-Josephkerk |
| Parochie Maria ten Hemelopneming                                                                         | Millingen aan de Rijn Beek gem. Berg en Dal Kekerdom Leuth Ooij                                         | Sint-Antonius van Paduakerk H. Bartholomaeuskerk Sint-Laurentiuskerk H. Remigiuskerk Sint-Hubertuskerk |
| Parochie H. Stefanus                                                                                     | Nijmegen                                                                                                | Maria Geboortekerk (Altrade) Agneskerk (Lindenholt) H. Antonius Abtkerk (Hees) H. Antonius van Paduakerk (Galgenveld) Bethlehemkerk (Biezen) De Goede Herderkerk (Neerbosch-Oost) Dominicuskerk (Effatagemeenschap, Galgenveld) Petrus Canisius- of Molenstraatkerk (Bovenstad)                  |
| Parochie H. Drie-eenheid                                                                                 | Nijmegen Berg en Dal Heilig Landstichting Malden                                                        | O.L.V. van Lourdeskerk (Sint-Anna) H. Antonius- en Sint-Anna- of Groenestraatkerk (Hazenkamp) Kruispuntkerk (Hatert) Ontmoetingskerk (Dukenburg) H. Sacramentskerk (rectoraat Sacramentijnen, Brakkenstein) O.L.V. van het Heilig Hartkerk Cenakelkerk H. Antonius Abtkerk                       |
| Parochie van de H. Geest (studentenpastoraat Radboud Universiteit en HAN University of Applied Sciences) | Nijmegen                                                                                                | Studentenkerk (Heijendaal) |
| Parochie Heilig Kruis                                                                                    | Nuenen Gerwen Nederwetten                                                                               | Sint-Clemenskerk Sint-Lambertuskerk |
| Parochie Sint Odulphus van Brabant                                                                       | Oirschot Best Middelbeers Oostelbeers                                                                   | Sint-Petrusbasiliek Sint-Bernadettekerk (Spoordonk) H. Odulphuskerk H. Antoniuskerk Sint-Willibrorduskerk HH. Andreas en Antonius van Paduakerk |
| Parochie Sint-Jozef                                                                                      | Oisterwijk Haaren Moergestel                                                                            | Sint-Petrus'-Bandenkerk H. Joanneskerk Sint-Lambertuskerk Sint-Jans' Onthoofdingkerk |
| Parochie H. Willibrordus                                                                                 | Oss Berghem Haren gem. Oss Macharen Megen                                                               | Maria Onbevlekt Ontvangen- of Grote Kerk H. Geest- of Visserskerk Sint-Willibrorduskerk Sint Lambertuskerk Sint-Petrus'-Bandenkerk Sint-Servatiuskerk |
| Parochie H. Benedictus                                                                                   | Oss Lith Lithoijen Maren-Kessel Oijen Teeffelen                                                         | H. Hartkerk Sint-Lambertuskerk Sint-Remigiuskerk Sint-Lambertuskerk Sint-Servatiuskerk Sint-Benedictuskerk |
| Titus Brandsmaparochie                                                                                   | Oss | Sint-Jozefkerk |
| Parochie H. Johannes de Doper                                                                            | Schaijk Demen Deursen Herpen Herpen(Koolwijk) Huisseling Neerlangel Neerloon Overlangel Ravenstein Reek | H. Antonius Abtkerk Sint-Willibrorduskerk Sint-Vincentiuskerk Sint-Sebastianuskerk Sint Annakapel Sint-Lambertuskerk Sint-Jan de Doperkerk Sint-Victorkerk Sint-Antoniuskerk Sint-Jozefkapel H. Antonius Abtkerk                                                                                 |
| Parochie Sint Clemens                                                                                    | Reusel Hulsel NB Lage Mierde Hooge Mierde                                                               | O.L.V. Tenhemelopnemingkerk H. Clemenskerk H. Stephanus’ Vindingkerk H. Johannes Evangelistkerk |
| Parochie Heilige Michaël                                                                                 | Schijndel Sint-Michielsgestel Den Dungen Gemonde                                                        | Sint-Servatiuskerk H. Michaëlkerk Sint-Jacobus de Meerderekerk Sint-Lambertuskerk |
| Parochie Maria, Moeder van de Kerk                                                                       | Sint Anthonis Beugen Groeningen Landhorst Oploo Oeffelt Overloon Wanroij Westerbeek                     | H. Antonius-Abtkerk H. Maria-ten-Hemelopnemingkerk H.H. Antonius en Nicolaaskapel H. Pauluskerk San-Salvatorkerk H.Matthiaskerk H.H. Theobaldus-en-Antonius-van-Paduakerk Sint-Corneliuskerk H. Hart-van-Jezuskerk                                                                               |
| Parochie Heilige Oda                                                                                     | Sint-Oedenrode Breugel Son                                                                              | H. Martinuskerk H. Ritakerk (Boskant) De Goede Herderkerk (Eerschot) H. Antonius van Paduakerk (Nijnsel) H. Martinuskerk (Olland) Sint-Genovevakerk Sint-Petrus' Bandenkerk |
| Parochie De Goede Herder                                                                                 | Tilburg Goirle                                                                                          | Sint-Dionysius- of Heikese kerk (Binnenstad) Sint-Joseph- of Heuvelse kerk (Binnenstad) O.L.V.-van-Goede Raad- of Broekhovense kerk (Broekhoven) Gerardus Majellakerk (Trouwlaan) Sint-Antonius van Padua- of Korvelse kerk (Korvel) HH. Petrus en Pauluskerk (Zorgvliet) Sint-Janskerk (Goirle) |
| Parochie Z. Peerke Donders                                                                               | Tilburg                                                                                                 | Sint-Dionysius- of Goirkese kerk ('t Goirke) Montfortkerk (Stokhasselt) Petrus Donderskerk (Loven-Besterd) Sint-Lucaskerk ('t Zand) |
| Parochie Onze Lieve Vrouw Onbevlekt Ontvangen                                                            | Tilburg                                                                                                 | Mariakerk (Heikant) Peerke Donderskapel |
| Emmausparochie                                                                                           | Tilburg                                                                                                 | Sint-Antoniuskerk (Reeshof) |
| Parochie Sint-Petrus                                                                                     | Uden Boekel Odiliapeel Venhorst Volkel Zeeland NB                                                       | Sint-Petrus' Stoel van Antiochiëkerk Sint-Agathakerk H. Kruisvindingskerk Sint-Jozefkerk H. Antonius Abtkerk Sint-Jacobus de Meerderekerk |
| Parochie Heilige Willibrord                                                                              | Valkenswaard Aalst NB Borkel en Schaft Dommelen Waalre                                                  | H. Nicolaaskerk H. Mariakerk H. Antonius van Paduakerk O.L.V.-Presentatiekerk H. Servatiuskerk H. Martinuskerk Sint-Willibrorduskerk |
| Parochie Heilige Franciscus                                                                              | Veghel Erp                                                                                              | H. Lambertuskerk H. Hart van Jezuskerk H. Johannes Evangelistkerk (Zuid) H. Antonius Abtkerk (Eerde) O.L.-Vrouw-van-Goede-Raadkerk (Mariaheide) H. Lambertuskerk (Zijtaart) H. Servatiuskerk H. Servatiuskerk (Boerdonk) H. Antonius van Paduakerk (Keldonk)                                     |
| Parochie Christus Koning                                                                                 | Veldhoven                                                                                               | Sint-Jozefkerk (d'Ekker) Sint-Maartenskerk (Heikant) Sint-Lambertuskerk (Meerveldhoven) Sint-Willibrorduskerk (Zeelst) Sint-Jan de Doperkerk (Oerle) Sint-Caeciliakerk (Dorp) |
| Parochie H. Augustinus                                                                                   | Vlijmen Haarsteeg Nieuwkuijk                                                                            | Sint-Jan Geboortekerk H. Lambertuskerk H. Johannes' Geboortekerk |
| Parochie H. Edith Stein                                                                                  | Vught Cromvoirt Helvoirt                                                                                | H. Hartkerk Sint-Paulus-en-Sint-Jankerk Sint-Lambertuskerk H. Nicolaaskerk |
| Parochie Sint-Jan de Doper Waalwijk en Waspik                                                            | Waalwijk Waspik                                                                                         | Sint-Janskerk Sint-Antoniuskerk Sint-Clemenskerk (Baardwijk) Sint-Bartholomeuskerk |
| Parochie De Twaalf Apostelen                                                                             | Wijchen Alverna Balgoij Batenburg Bergharen Hernen Heumen Nederasselt Niftrik Overasselt                | H. Antonius Abtkerk Emmanuelkerk (Homberg) H. Paschalis Baylonkerk (Woezik) H. Jozefkerk H. Johannes de Doperkerk Sint-Victorkerk H. Annakerk H. Judocuskerk H. Georgiuskerk H. Antonius Abtkerk H. Damianuskerk H. Antonius Abtkerk                                                             |

## Bisdom Roermond
Het bisdom Roermond omvat de provincie Limburg.
| Parochie                                | Plaats(en)      | kerkgebouwen |
| --------------------------------------- | --------------- | --- |
| Parochie Marcellinus & Petrus           | Geleen          | Sint-Augustinuskerk (Krawinkel) Pastoor van Arskerk (Zuid) Onze-Lieve-Vrouw van Altijddurende Bijstandkerk (Lindenheuvel) Sint-Marcellinus en Sint-Petruskerk (Oud-Geleen) Christus Koningkerk (Kluis) |
| Sint-Martinusparochie                   | Venlo           | Sint-Martinusbasiliek (Centrum) Heilige Familiekerk (Hogekamp) Heilige Michaelkerk (´t Ven) Onze-Lieve-Vrouw Onbevlekt Ontvangenkerk (Sinselveld) Kapel van Onze-Lieve-Vrouw van Genooi (Genooi)       |
| Parochiefederatie Tegelen-Steyl-Belfeld | Tegelen Belfeld | Sint-Martinuskerk Sint-Urbanuskerk |

## Bisdom Rotterdam
Het bisdom Rotterdam omvat de provincie Zuid-Holland en de Utrechtse gemeenten Oudewater, Vijfheerenlanden en Woerden.
| Parochie                                          | Plaats(en) | kerkgebouwen |
| ------------------------------------------------- | --- | --- |
| Sint-Claraparochie                                | Aarlanderveen, Langeraar, Nieuwkoop, Nieuwveen, Noorden, Zevenhoven                                                | Petrus en Pauluskerk (Aarlanderveen), Sint-Adrianuskerk (Langeraar) Onze-Lieve-Vrouwe Hemelvaartkerk (Nieuwkoop) Sint-Nicolaaskerk Sint-Martinuskerk Sint Johannes Geboortekerk (Zevenhoven) |
| Heilige Familieparochie                           | Achthuizen, Middelharnis, Oud-Beijerland, Oude-Tonge, Puttershoek                                                  | OLV Tenhemelopnemingkerk (Achthuizen)OLV Tenhemelopnemingkerk (Middelharnis) Sint Anthonius van Padua kerk (Oud-Beijerland) OLV Hemelvaart (Oude-Tonge) Sint-Petruskerk (Puttershoek) |
| Sint-Thomasparochie                               | Alphen a/d Rijn, Hazerswoude-Dorp, Hazerswoude-Rijndijk                                                            | Sint-Bonifaciuskerk Pius X kerk De Bron HH. Engelbewaarderskerk Het Anker |
| Christus Koningparochie                           | Bergschenhoek Berkel en Rodenrijs Bleiswijk Nootdorp Pijnacker                                                     | Sint-Willibrorduskerk OLV Geboortekerk Pius X kerk (Berkel en Rodenrijs) OLV Visitatiekerk Sint-Bartholomeüskerk Joannes de Dooperkerk |
| HH. Nicolaas Pieck en Gezellenparochie            | Brielle, Hellevoetsluis, Hoogvliet, Rhoon, Rozenburg, Spijkenisse.                                                 | HH. Martelaren-van-Gorcumkerk (Brielle) Bedevaartskerk Brielle Sint-Antonius van Paduakerk Maria en Johannes onder het Kruiskerk (Hoogvliet) Sint-Willibrorduskerk Sint-Jozefkerk (Rozenburg) Sint-Felicitaskerk (Spijkenisse) |
| Sint Paulus' Bekeringparochie                     | Capelle aan den IJssel                                                                                             | Sint Paulus' Bekeringkerk |
| Sint-Ursulaparochie                               | Delft | Maria van Jessekerk (Centrum) Sint Adelbertkerk (Voorhof) Sacraments- of Vredeskerk (Wippolder) H.H. Franciscus en Clara- of Raamstraatkerk (Westerkwartier) |
| Parochie Maria Sterre der Zee (Den Haag-Noord)    | Den Haag, stadsdelen Oude Centrum, Zeeheldenkwartier, Haagse Hout, Schilderswijk, Scheveningen, Regentessekwartier | Sint-Jacobus de Meerdere- of Parkstraatkerk (Oude Centrum) Antonius Abtkerk (Scheveningen) Onbevlekt Hart van Mariakerk (Marlot) Sint-Paschalis Baylonkerk (Benoordenhout) OLV-van-Goede-Raadkerk (Bezuidenhout) Sint-Agneskerk (Regentessekwartier) OLV Onbevlekt Ontvangen- of Elandstraatkerk (Zeeheldenkwartier) Teresia van Avila- of Westeindekerk (Oude Centrum) H. Marthakerk (Schilderswijk) Willibrorduskapel rectoraat Familie van St. Jan Hircos communiteit |
| Parochie De Vier Evangelisten (Den Haag-Zuid)     | Den Haag, stadsdelen Escamp, Loosduinen en Segbroek                                                                | Emmauskerk (Morgenstond) Maria van Eik en Duinen (Loosduinen) Pastoor van Arskerk (Kijkduin) Heilige Familie- of Titus Brandsmakerk (Heesterbuurt) |
| Heilige Theresia van Ávilaparochie (Drechtsteden) | Dordrecht Alblasserdam Hendrik-Ido-Ambacht Papendrecht Sliedrecht Zwijndrecht                                      | Sint-Antoniuskerk (Dordrecht) Verrezen Christuskerk (Dordrecht) Emmanuelkerk O.L.V. van Fatimakerk Heilige Nicolaaskerk (Hendrik-Ido-Ambacht) Onbevl. Ontv. van Mariakerk O.L.V. van Altijdd. Bijstandkerk Heilig Hart van Jezuskerk (Zwijndrecht) |
| Heilige Martelaren van Gorcumparochie             | Gorinchem, Arkel, Hardinxveld-Giessendam                                                                           | Sint-Martinuskerk (Gorinchem), Sint-Franciscuskerk (Arkel), Sint-Pauluskerk (Hardinxveld) |
| Sint-Jan de Doperparochie                         | Gouda, Bodegraven, Boskoop, Moordrecht, Reeuwijk, Waddinxveen, Zevenhuizen                                         | Heilige Josephkerk (Gouda) Onze Lieve Vrouw Hemelvaartkerk (Gouda) Sint-Willibrorduskerk (Bodegraven) Sint-Johannes de Doperkerk (Boskoop) Sint Johannes Onthoofdingkerk (Moordrecht) Sint-Petrus en Pauluskerk (Reeuwijk) Sint-Victorkerk |
| Sint-Barnabasparochie                             | Haastrecht | Sint-Barnabaskerk |
| Heilige Augustinusparochie                        | Katwijk aan den Rijn, Oegstgeest, Voorschoten, Wassenaar                                                           | Johannes de Doperkerk (Katwijk), Sint-Willibrorduskerk (Oegstgeest), Sint-Laurentiuskerk (Voorschoten), Moeder Godskerk (Voorschoten), Goede Herderkerk (Wassenaar), Sint-Jozefkerk (Wassenaar), Sint-Willibrorduskerk (Wassenaar) |
| Heilige Maria Koninginparochie                    | Krimpen aan den IJssel                                                                                             | De Bron |
| Heilige Drie-Eenheidparochie                      | Leerdam Vianen Everdingen                                                                                          | Maria Onbevlekt Ontvangenkerk OLV Tenhemelopneming Sint-Petrus en Pauluskerk (Everdingen) |
| Sint-Franciscusparochie                           | Leimuiden en Rijnsaterwoude Oud Ade Rijpwetering Hoogmade en Woubrugge Roelofarendsveen                            | Sint Jan de Doperkerk (Leimuiden) Sint-Bavokerk (Oud Ade) O.L.V.-Geboortekerk (Rijpwetering) O.L.V.-Geboortekerk (Hoogmade) Maria Presentatiekerk (Roelofarendsveen) Sint-Petruskerk (Roelofarendsveen) |
| Parochie Heiligen Petrus en Paulus                | Leiden Stompwijk Zoeterwoude-Dorp Zoeterwoude-Rijndijk                                                             | Sint-Petruskerk Hartebrugkerk Sint-Lodewijkskerk Sint-Josephkerk Antonius van Paduakerk Maria Middelareskerk Laurentiuskerk Sint-Jan Onthoofdingkerk Goede Herder- of Meerburgkerk |
| Trinitasparochie                                  | Leidschendam | Petrus en Pauluskerk |
| Heilige Willibrordusparochie                      | Lisse Hillegom De Zilk                                                                                             | Sint Agathakerk H.H. Engelbewaarderskerk (De Engel) Sint Martinuskerk H. Hart van Jezuskerk |
| Parochie Onze-Lieve-Vrouw van Sion                | Midden-Delfland Den Hoorn Maasland Schipluiden                                                                     | Sint-Antonius en Corneliuskerk Maria Magdalenakerk Jacobus de Meerderekerk |
| Sint-Josephparochie                               | Nieuwerkerk aan den IJssel                                                                                         | Sint-Josephkerk |
| Parochie Sint Maarten                             | Noordwijk Noordwijkerhout Sassenheim Voorhout Warmond                                                              | Sint Jeroenskerk (Noordwijk-Binnen) Maria ter Zeekerk (Noordwijk aan Zee) Sint Jozefkerk Sint Victorkerk Sint Pancratiuskerk Sint Bartholomeüskerk Sint Matthiaskerk |
| Sint-Bonifatiusparochie                           | Rijswijk | Sint-Bonifatiuskerk HH. Benedictus en Bernadettekerk (Steenvoorde-Noord) |
| Bernadetteparochie                                | Rotterdam | Sint-Liduinakerk Verrijzenis van de Heer Sint-Petrus' Bandenkerk, O.L.V. van Altijddurende Bijstandkerk |
| Sint-Caeciliaparochie                             | Rotterdam | Sint-Caeciliakerk |
| Johannesparochie                                  | Rotterdam | Het Steiger Paradijskerk (Sint-Josephgemeenschap) Sint-Hildegardis en Antoniuskerk (Franciscus en Claragemeenschap) Blijdorpkerk |
| HH. Laurentius en Elisabethparochie               | Rotterdam | HH. Laurentius- en Elisabethkathedraal |
| Mariaparochie                                     | Rotterdam | Sint-Lambertuskerk (Kralingen), Eendrachtskerk, Pax Christikerk |
| Parochiefederatie Maria Magdalena                 | Rotterdam Barendrecht Ridderkerk                                                                                   | Sint-Bavokerk (Rotterdam) Emmaüsgangerskerk (Rotterdam) Heilige Kruisvindingskerk (Rotterdam) Sint-Augustinuskerk (Barendrecht) Sint-Joriskerk (Ridderkerk) Sint-Theresiakapel (Ridderkerk) |
| Parochie HH. Michael en Clemens                   | Rotterdam | Michael en Clemenskerk |
| Goede Herderparochie                              | Schiedam, Maassluis, Vlaardingen                                                                                   | Sint-Liduinabasiliek Sint Jan de Doperkerk (Schiedam Nieuwland) Heilig-Hartkerk (Schiedam) Sint-Jacobuskerk (Kethel) Petrus en Pauluskerk (Maassluis) Pax Christikerk (Vlaardingen) Sint-Lucaskerk (Vlaardingen) |
| Sint-Bartholomeusparochie                         | Schoonhoven | Sint-Bartholomeüskerk |
| Sint-Maartenparochie                              | Voorburg | Sint-Martinuskerk Goede Herderkerk |
| Parochie De Verrezen Christus                     | Voorburg | De Verrezen Christuskerk |
| Parochiefederatie Sint Franciscus                 | Westland (gemeente)                                                                                                | Martelaren-van-Gorcumkerk (De Lier), O.L.V.-ten-Hemelopnemingkerk ('s-Gravenzande), Sint-Lambertuskerk (Heenweg), Sint-Egbertuskerk (Hoek van Holland), O.L.V.-van-Goeden-Raadkerk (Honselersdijk), Sint-Andreaskerk (Kwintsheul), Sint-Jacobuskerk (Maasdijk), Sint-Machutuskerk (Monster), Sint-Adrianuskerk (Naaldwijk), Sint-Bartolomeüskerk (Poeldijk), Sint-Jan de Doperkerk (Wateringen), Sint-Josephkerk (Wateringen)                                            |
| Parochie Pax Christi                              | Woerden Kamerik Meije en Zegveld Oudewater Haastrecht                                                              | Sint-Bonaventurakerk (Woerden), Sint-Hippolytuskerk (Kanis), Onze Lieve Vrouw Geboortekerk (Meije), Sint-Franciscuskerk (Oudewater), Sint-Gabriël (Haastrecht) |
| Sint-Nicolaasparochie                             | Zoetermeer | Nicolaaskerk De Doortocht Tabor De Wijngaard |